# Stenodactylus
Genre
Stenodactylus est un genre de gecko de la famille des Gekkonidae.

## Répartition
Les 13 espèces de ce genre se rencontrent au Moyen-Orient et dans le nord de l'Afrique.

## Description
Ce sont des geckos relativement petits et terrestres, et principalement insectivores.

## Liste des espèces
Selon The Reptile Database (22 avril 2014) :
- Stenodactylus affinis (Murray, 1884)
- Stenodactylus arabicus (Haas, 1957)
- Stenodactylus doriae (Blanford, 1874)
- Stenodactylus grandiceps Haas, 1952
- Stenodactylus leptocosymbotes Leviton & Anderson, 1967
- Stenodactylus mauritanicus (Guichenot, 1850)
- Stenodactylus petrii Anderson, 1896
- Stenodactylus pulcher Anderson, 1896
- Stenodactylus sharqiyahensis Metallinou & Carranza, 2013
- Stenodactylus slevini Haas, 1957
- Stenodactylus stenurus Werner, 1899
- Stenodactylus sthenodactylus (Lichtenstein, 1823)
- Stenodactylus yemenensis Arnold, 1980

## Taxinomie
Stenodactylus Philippi, 1902 nec Fitzinger, 1826 est un synonyme du genre Rhinella Fitzinger, 1826

## Publication originale
- Fitzinger, 1826 : Neue Classification der Reptilien nach ihren natürlichen Verwandtschaften nebst einer Verwandschafts-Tafel und einem Verzeichnisse der Reptilien-Sammlung des K. K. Zoologischen Museums zu Wien J. G. Heubner, Wien, p. 1-66 (texte intégral).